# Intel Core i3
Core i3（中文：酷睿 i3）處理器是英特爾的首款CPU+GPU產品，首代Core i3建基於Westmere微架構。Core i3整合一些北橋的功能，集成PCI Express控制器、記憶體控制器和Intel HD Graphics。處理器核心方面，首代Core i3的代號是Clarkdale，採用32纳米製程。Core i3有兩個核心，支援超线程技術。首代Core i3於2010年年初推出。
第一代Core i3搭配Intel H55等晶片組（代號：IbexPeak）。它除了支援Lynnfield外，還支援Havendale處理器。後者雖然只有兩個處理器核心，但卻集成顯示核心。H55採用單晶片設計，功能與傳統的南橋相似。但是，與高端的X58晶片組不同，P55不採用較新的QPI連接（因为I3处理器将PCI-E和内存控制器集成在CPU中，还是用QPI连接，只不过外部是用DMI与单芯片P55连接），而使用傳統的DMI技术。接口方面，可以與其他的5系列晶片組相容。從第2世代Intel Core開始，Core i3多採用雙核與超執行緒設計，但第8代、第9代的桌上電腦版Core i3為四核心設計。第10代 第11代的桌上电脑版Core i3 为四核心八线程设计。